# Postal: Brain Damaged
Postal: Brain Damaged — компьютерная игра в жанре шутера от первого лица, разработанная студией Hyperstrange и изданная компанией Running With Scissors. Является спин-оффом серии игр Postal. Выпуск состоялся 9 июня 2022 года.

## Игровой процесс
Postal: Brain Damaged представляет собой шутер от первого лица в классическом стиле. Игровой процесс построен вокруг прохождения трёх эпизодов, каждый из которых содержит пять уровней. В распоряжении игрока находится арсенал из 10 видов оружия.

## Сюжет
События игры разворачиваются в сознании главного героя по прозвищу Чувак, который засыпает перед телевизором и погружается в собственные видения. Действие происходит в различных локациях: на границе с Мексикой, в психиатрической лечебнице, Зоне 51, на фестивале видеоигр и на космической станции ЗвезДаск — пародии на Звезду Смерти. Основные цели протагониста включают поиск телевизора, посещение уборной и получение автографа Леона Даска — персонажа, являющегося сатирическим изображением Илона Маска.
Антагонистом выступает Другой Чувак — альтернативная личность главного героя. В финальном противостоянии выясняется, что Леон Даск является воплощением Другого Чувака, после победы над которым и его механизированным созданием Теслоборгелионом протагонист возвращается в реальность. Пробуждение сопровождается обнаружением последствий сомнамбулизма и появлением на голове героя символа иллюминатов.

## Разработка и выход
Анонс игры состоялся в сентябре 2020 года с первоначальной датой выхода в конце 2021 года. В апреле 2022 года разработчики объявили о переносе на 9 июня 2022 года, когда и состоялся официальный выход игры.

## Отзывы критиков
| Сводный рейтинг       | Сводный рейтинг |
| Агрегатор             | Оценка          |
| --------------------- | --------------- |
| Metacritic            | 71/100          |
| OpenCritic            | 76/100          |
| «Критиканство»        | 79/100          |
| Русскоязычные издания |                 |
| Издание               | Оценка          |
| StopGame.ru           | Похвально       |

Кирилл Володин из StopGame.ru назвал сюжет игры «забавным», геймплей «бодрым», а также остался довольным разнообразными противниками и арсеналом. Однако отметил что игра не хватает динамичности и «жёсткой» музыки а перемещение персонажа не всегда ощущается комфортным и плавным.
The Games Machine дали игре 83 балла из 100 возможных, назвав игру «бомбой», а также описал её как «весёлую, быструю, свирепую и карающюю».